# JK Eesti Põlevkivi Jõhvi
JK Eesti Põlevkivi Jõhvi, auch EP Jõhvi genannt, war ein estnischer Fußballverein aus der Stadt Jõhvi. Der Verein wurde 1974 gegründet und 1999 aufgelöst.

## Geschichte
Der Club wurde 1974 ursprünglich unter dem Namen von Jõhvi Eesti gegründet. Im Jahr 1977 begann der Verein, in der Liga der Estnischen SSR zu spielen. Größter Erfolg des Vereins war der Gewinn der Meisterschaft im Jahr 1984. 1987 fusionierte der Verein mit RMT und spielte zwei Jahre unter dem Namen Estland/RMT. Im Jahr 1989 wurde der Verein erneut umbenannt und nannte sich diesmal Estonia Jõhvi. Doch auch dieser Name wurde nicht lange beibehalten, 1991 wurde der Verein aufgrund eines Sponsorenvertrags mit einer Ölgesellschaft in JK Eesti Polevkivi Eesti Jõhvi umbenannt.
1996 konnte die Mannschaft das Pokalfinale erreichen, wo man allerdings mit 0:2 gegen JK Tallinna Sadam verlor. 1999 musste man als letzter Platz absteigen, der Verein wurde nach dem Abstieg aufgelöst.

## Erfolge
- Estnischer Pokal

Finalist : 1996
- Estnische SSR (1×)

Meister : 1984

## Tabellenplatzierungen
| Saison                                        | Liga         | Tabellenplatz | Spiele | G  | U  | V  | Torverhältnis | Punkte    |
| --------------------------------------------- | ------------ | ------------- | ------ | -- | -- | -- | ------------- | --------- |
| 1992                                          | Meistriliiga | 2.            | 6      | 3  | 3  | 0  | 18:8          | 9         |
|                                               | (Turnier)    | 2.            | 7      | 3  | 4  | 0  | 23:14         | 10        |
| 1992/93                                       | Meistriliiga | 4.            | 22     | 13 | 6  | 3  | 53:20         | 32        |
| 1993/94                                       | Meistriliiga | 6.            | 22     | 9  | 6  | 7  | 39:16         | 24        |
| 1994/95                                       | Meistriliiga | 5.            | 14     | 5  | 3  | 6  | 25:16         | 18:9      |
|                                               | (Turnier)    | 5.            | 10     | 4  | 0  | 6  | 17:24         | 12(+9) 21 |
| 1995/96                                       | Meistriliiga | 7.            | 14     | 3  | 8  | 3  | 13:17         | 17        |
| 1996/97                                       | Meistriliiga | 7.            | 14     | 4  | 1  | 9  | 10:20         | 13        |
| 1997/98                                       | Meistriliiga | 7.            | 14     | 2  | 5  | 7  | 11:23         | 11        |
| 1998                                          | Meistriliiga | 7.            | 14     | 2  | 0  | 12 | 10:44         | 6         |
| 1999                                          | Meistriliiga | 8.            | 28     | 2  | 7  | 19 | 12:81         | 13        |
| Gesamt                                        | Meistriliiga |               | 165    | 50 | 43 | 72 | 231:283       | 193       |
| G – Gewonnen; U – Unentschieden; V – Verloren |              |               |        |    |    |    |               |           |